# Diamminsølv
Diamminsølv, eller sølvdiammin, er et kompleks bestående af et sølvatom og to ammoniakmolekyler.
| Termodynamiske data | Termodynamiske data |
| ------------------- | ------------------- |
| entalpi             | -111,7 kJ*mol-1     |
| entropi             | 245 J*mol-1*K-1     |
| Gibbs-energi        | -16,9 kJ*mol-1      |